# Transactions of the Royal Society of South Africa
Transactions of the Royal Society of South Africa (abreviado Trans. Roy. Soc. South Africa) es una revista ilustrada con descripciones botánicas que es editada por la Royal Society of South Africa. Comenzó su publicación en el año 1908.